# Jane Sautière
Jane Sautière, née le 12 juin 1952 à Téhéran, est une romancière française, également éducatrice pénitentiaire. Mort d’un cheval dans les bras de sa mère est finaliste du Prix du roman d'écologie 2019 et Corps flottants obtient le Grand prix SGDL de la fiction 2023.

## Biographie

### Enfance et formation
Née le 12 juin 1952 à Téhéran, Jane Sautière passe son enfance et son adolescence essentiellement à l’étranger. Elle vit à Franconville, à Phnom Penh, à Alger, à Beyrouth,. 
Son enfance est jalonnée d'allers-retours entre l'Iran et la France, au gré des nominations de son père, ingénieur « dans les transmissions » à l'ambassade de France. Elle grandit avec le farsi pour langue maternelle, bien que sa mère soit bretonne. Elle oubliera cette langue au décès de sa nounou, qu'elle considérait comme sa mère de cœur.  
Elle passe également son adolescence à l'étranger, notamment à Phnom Pen, au Cambodge, en tant que collégienne, de juillet 1967 à juillet 1970,,. 
Elle retourne ensuite définitivement en France. Puis, après des études de droit à Assas à Paris, où elle souffre d'anorexie, elle devient éducatrice pénitentiaire,.
Elle a une demi-sœur et un demi-frère, décédés avant sa naissance et issus du premier mariage de sa mère, dont elle sentira la perte avant de connaître leur existence,. Elle n'a ni frère ni sœur.

### Carrière
Le 15 septembre 1975, elle commence sa carrière d'éducatrice pénitentiaire en Seine-Saint-Denis.
En 1998, elle co-signe Zones d’ombres avec l'écrivain de romans policiers Jean-Marie Dutey dans la collection « Série Noire » de Gallimard.
Aux Éditions Verticales, elle publie en 2003 Fragmentation d’un lieu commun qui obtient le prix Arald 2003 et le prix Lettres frontière 2004. Dans ce récit, elle rassemble cent textes brefs sur le quotidien carcéral. « Dans son rejet d’une forme fermée, dans cette fragmentation, Jane Sautière refuse l’enfermement, le carcéral, son texte s’échappe pour dire, dans sa structure même, une volonté de ne pas donner d’étiquettes, de jugements. » peut-on lire dans le magazine Diacritik. 
En 2008 parait Nullipare, dont le titre évoque l'absence de maternité de l'auteure. Dans ce roman, elle explore le fait de ne pas avoir d'enfant dans notre société.
Dans Dressing, paru en 2013, elle met des mots sur ce que les vêtements racontent sur ceux qui les portent,.
Stations (entre les lignes) parait en 2015. Elle y raconte les différents lieux où elle a vécu ou travaillé. « Stations (entre les lignes) est en équilibre entre regard documentaire et fiction de soi, des autres. Des lignes, des stations éveillent la mémoire, correspondent à des lieux de vie, des amours éteintes, des emplois successifs.» peut-on lire dans le magazine Diacritik.  
Mort d’un cheval dans les bras de sa mère (Editions Verticales, 2018) est finaliste du Prix du roman d'écologie 2019. L'auteure évoque les rapports entre les humains et les animaux, à travers notamment les animaux domestiques qu'elle a connus dans sa vie : chevaux, chiens, lapins, rats, cafards ou encore chats. « Pas à pas, ce livre éveille à l’engagement pour la cause animale sans le moralisme que l’on retrouve fréquemment chez celles et ceux qui s’engagent dans ce combat. » explique Dalibor Frioux, cofondateur avec Lucile Schmid du Prix du roman d’écologie.
En 2022 est publié son ouvrage Corps flottants, qui obtient l'année suivante le Grand prix SGDL de la fiction. Dans ce roman, l'auteure revient sur son adolescence, du temps où elle était collégienne à Phnom Penh au Cambodge juste avant la prise de pouvoir des Khmers rouges en 1975. Elle évoque également les deux enfants décédés, issus du premier mariage de sa mère,. « On pourrait dire que c’est un livre sur la mémoire, mais il est peut-être plus juste de dire que c’est un livre sur l’oubli. Une tentative d’écrire l’oubli, d’écrire les ombres. » peut-on lire dans un article suisse de RTS.
La même année, elle publie avec la professeure agrégée de littérature à l'Université de l'Alberta Maïté Snauwaert un essai-conversation intitulé Comment vivre aux éditions Figura. Ce livre contient un essai de Maïté Snauwaert, une conversation écrite entre l’essayiste et l’autrice, et un texte de création inédit de Jane Sautière sur l'accueil des réfugiés à Paris. 
En 2024 sort un court texte, Tout ce qui nous était à venir, sur le fait de vieillir,,.
Parallèlement, elle publie des nouvelles et des articles dans diverses revues tout au long de sa carrière.

### Vie privée
Après un passage dans les Landes puis longtemps lyonnaise d’adoption, elle s'installe ensuite à Paris,. Elle vit à Courbevoie, face à la Seine, puis Porte de la Villette,.

## Œuvres
- Zones d’ombre, avec Jean-Marie Dutey, Paris, Éditions Gallimard, coll. « Série Noire », 1998, 205 p.  (ISBN 2-07-049792-5)[6]
- Fragmentation d'un lieu commun, Paris, Éditions Verticales, coll. « Minimales », 2003, 121 p.  (ISBN 2-84335-163-4)[18]
- Nullipare, Paris, Éditions Verticales - Phase deux, 2008, 146 p.  (ISBN 978-2-07-012060-4)[19]
- Dressing, Paris, Éditions Verticales, 2013, 152 p.  (ISBN 978-2-07-014074-9)[20]
- Stations (entre les lignes), Paris, Éditions Verticales, 2015, 144 p.  (ISBN 978-2-07-0149-96-4)[21]
- Mort d'un cheval dans les bras de sa mère, Paris, Éditions Verticales, 2018, 186 p.  (ISBN 978-2-07-276638-1)[19]
- Corps flottants, Paris, Éditions Verticales, 2022, 103 p.  (ISBN 9782072988769)[13]
- Comment vivre, Editions Figura, 2022, essai-conversation avec Maïté Snauwaert[14]
- Tout ce qui nous était à venir, Paris, Éditions Verticales, 2024, 96 p.[15]  (ISBN 2073054927)

## Prix et distinctions
- 2003 : prix Arald pour Fragmentation d’un lieu commun[6]
- 2004 : prix Lettres frontière pour Fragmentation d’un lieu commun[6]
- 2023 : Grand prix SGDL de la fiction pour Corps flottants[12]